# Struck by Lightning (album)
Ne doit pas être confondu avec Struck by Lightning.
Albums de Graham Parker
Human Soul
(1990) Burning Questions
(1992)
Struck by Lightning est un album de Graham Parker sorti en février 1991 sur le label RCA Records.

## Liste des pistes
| No  | Titre                          | Auteur        | Durée |
| --- | ------------------------------ | ------------- | ----- |
| 1.  | She Wants So Many Things       | Graham Parker | 6:08  |
| 2.  | They Murdered the Clown        | Parker        | 3:54  |
| 3.  | Strong Wind                    | Parker        | 3:52  |
| 4.  | The Kid With the Butterfly Net | Parker        | 3:53  |
| 5.  | And It Shook Me                | Parker        | 3:42  |
| 6.  | Wrapping Paper                 | Parker        | 3:38  |
| 7.  | That's Where She Ends Up       | Parker        | 3:10  |
| 8.  | A Brand New Book               | Parker        | 3:28  |
| 9.  | Weeping Statues                | Parker        | 3:21  |
| 10. | Guardian Angels                | Parker        | 3:24  |
| 11. | Children and Dogs              | Parker        | 3:50  |
| 12. | Over the Border to America     | Parker        | 3:08  |
| 13. | When I Was King                | Parker        | 4:18  |
| 14. | Ten Girls Ago                  | Parker        | 3:28  |
| 15. | The Sun Is Gonna Shine Again   | Parker        | 3:55  |